# Gakenke
Gakenke è un settore (imirenge) del Ruanda, parte della Provincia Settentrionale e capoluogo del distretto omonimo.